# Fladderiep
De fladderiep of steeliep (Ulmus laevis) is een boom die behoort tot de iepenfamilie (Ulmaceae). De boom komt van nature voor in Europa tot Bulgarije en de Krim met een niet aansluitende populatie in de Kaukasus. De boom komt vooral voor langs de Wolga en de Donau in hardhoutooibossen. De boom kan goed tegen periodieke hoge waterstanden. Bomen van autochtone herkomst komen in Vlaanderen nog op een tiental plaatsen voor. In Nederland zijn onder andere in Limburg, Twente, Achterhoek en Gelderse Vallei inheemse fladderiepen te vinden.

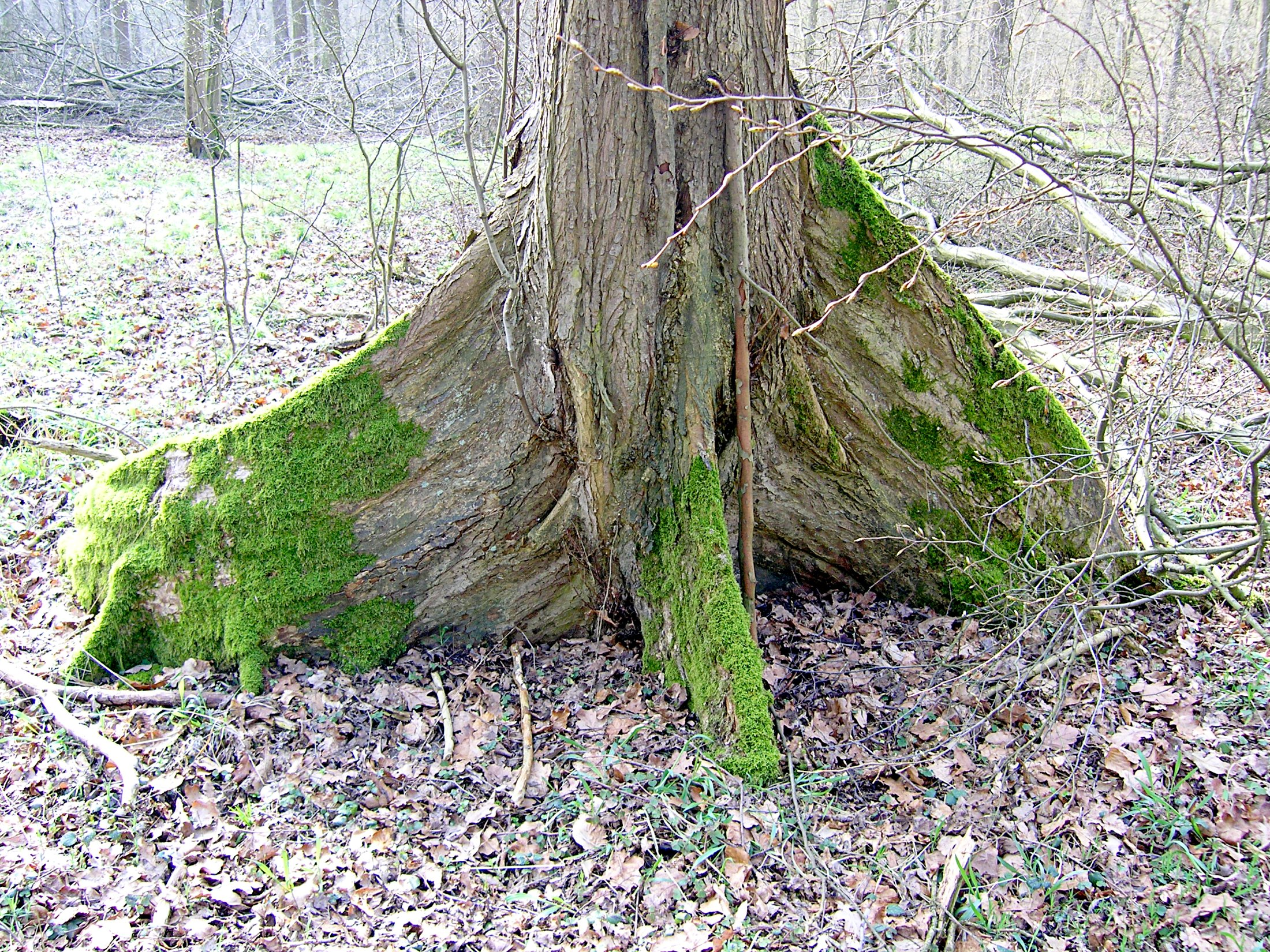
Plankwortels

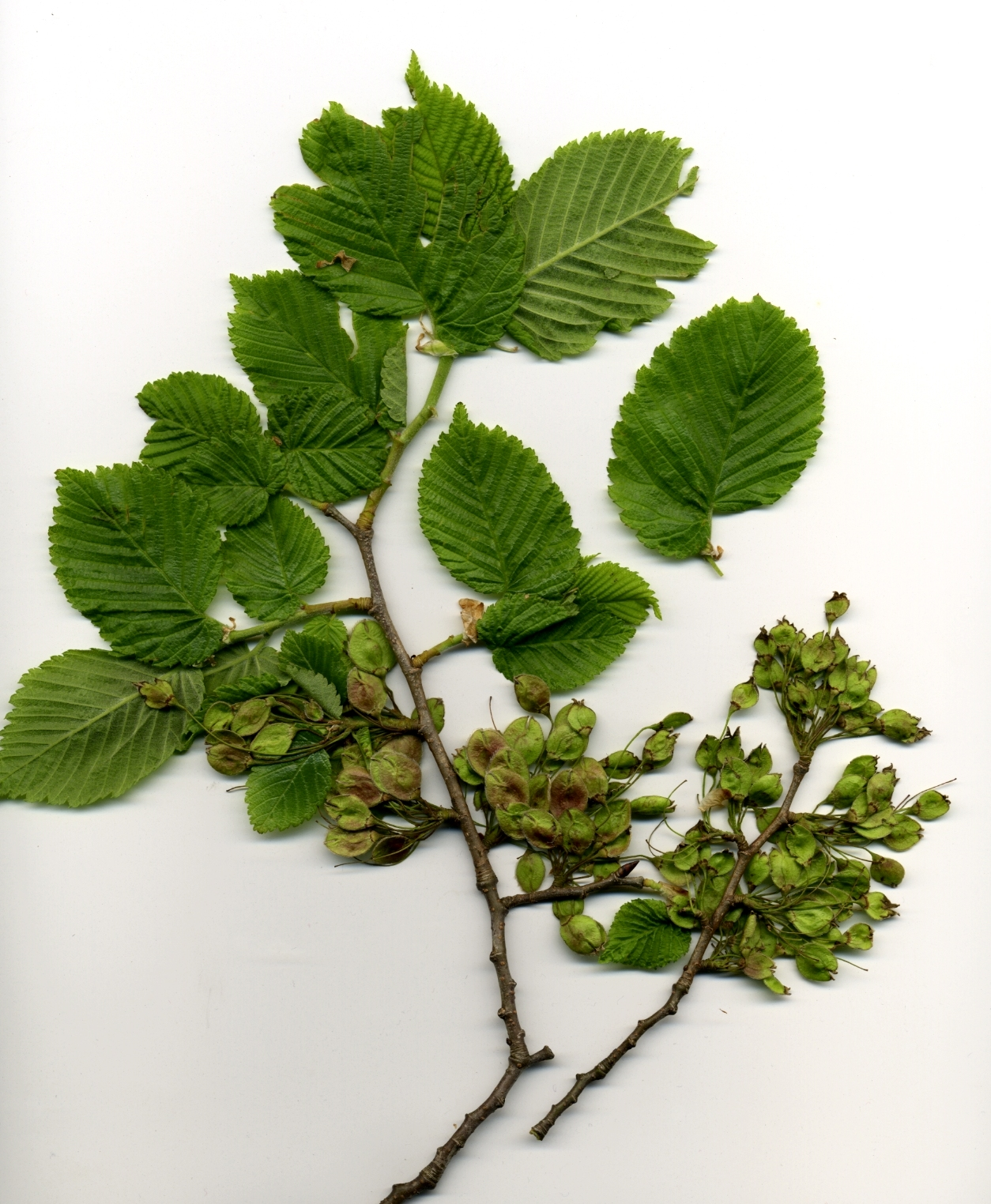
Bladeren met vruchten

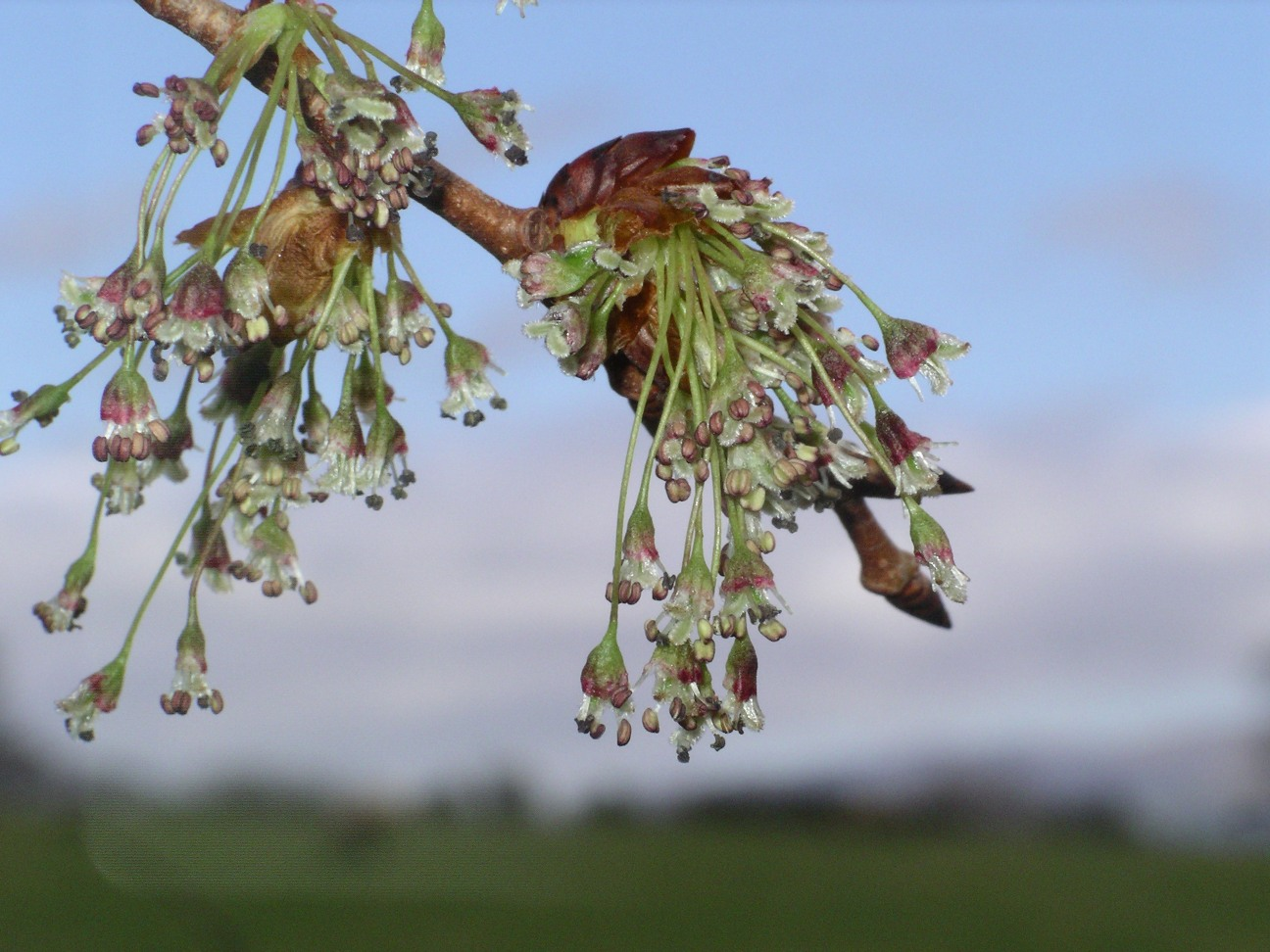
Bloemen

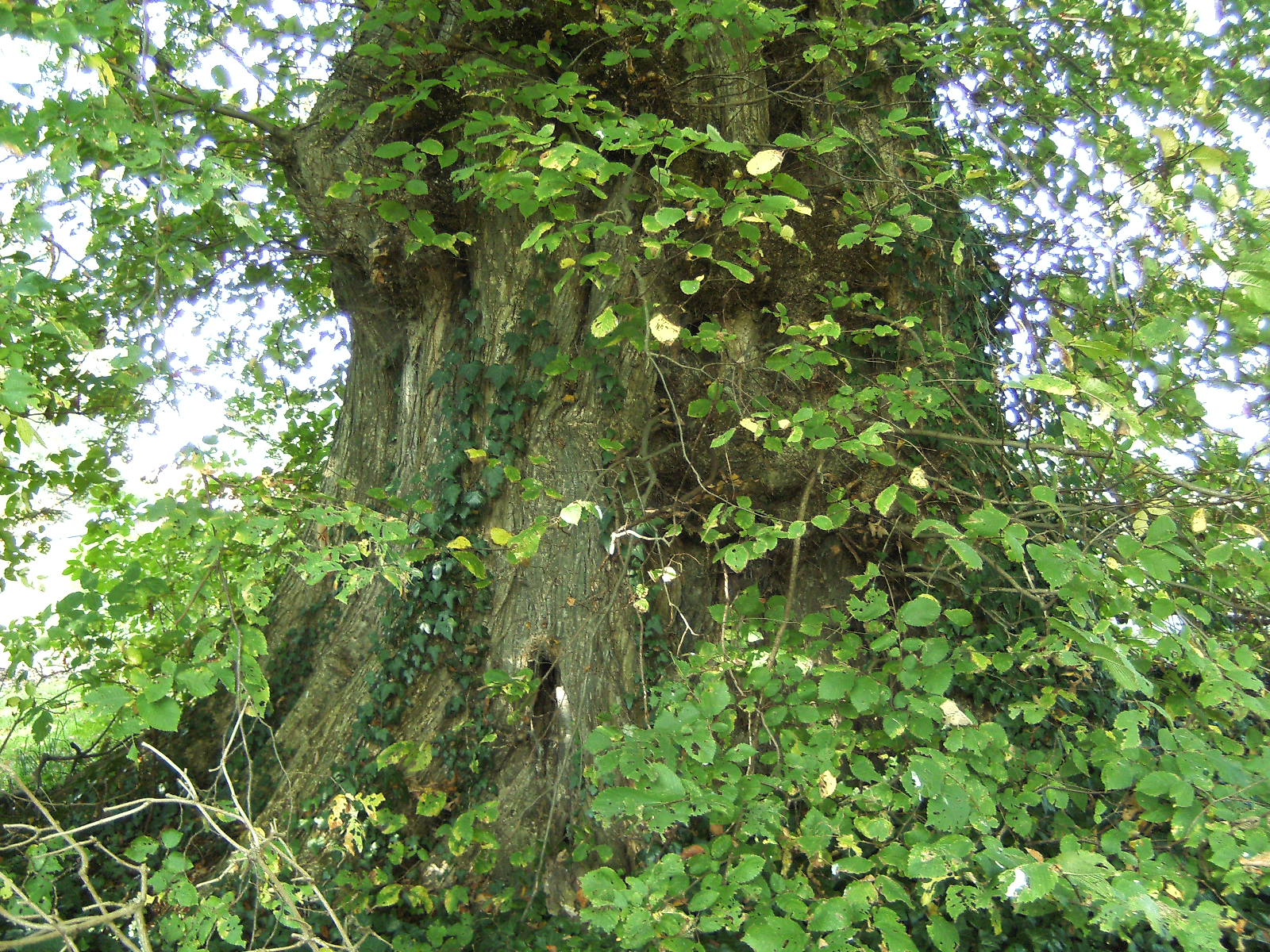
Stam van de fladderiep te Heure

Het 6-12 cm grote omgekeerd eironde tot ovale, toegespitste, veernervige blad heeft een scheve bladvoet en een dubbelgezaagde bladrand. De onderzijde van het blad is behaard. De steunblaadjes vallen af. De slank-kegelvormige bladknoppen zijn tweekleurig en gewimperd. De knopschubben hebben een licht- tot roodbruine kleur en een donkere rand. De schors schilfert al bij jonge bomen af.
De fladderiep bloeit in maart en april voor het verschijnen van de bladeren met tweeslachtige bloemen die aan lange stelen hangen. De bloemen hangen aan de twijgen als een bundeltje roodbruine klokjes die ﬂadderen in de wind, vandaar de naam. De helmknoppen zijn rood.
De vrucht is een gevleugeld, eirond, gewimperd nootje, dat in mei van de boom valt.
De steeliep wordt tot 35 m hoog en kan plankwortels vormen voor een extra stevige worteling in drassige grond.
In Heure bij Borculo staat de dikste fladderiep van Nederland. De omtrek bedroeg 600 cm in 2014 en de hoogte was toen 25,20 meter. Deze boom is hier rond 1835 geplant.

## Ziekten
De fladderiep is gevoelig voor de iepziekte, maar doordat de iepenspintkevers de boom nauwelijks aantasten, ontsnapt de boom aan deze ziekte.

## Namen in andere talen
- Duits: Flatterulme
- Engels: European White Elm
- Frans: Orme lisse